# Алпско скијање на Зимским олимпијским играма 2010 — супервелеслалом за жене
Такмичење у супервелеслалому за жене на Зимским олимпијским играма 2010. у Ванкуверу одржало се на стази у Вислер Криксију 20. фебруара. Учествовало је 53 такмичарки из 27 земаља.

## Карактеристике стазе
Датум : 20 фебруар 2010
Локално време : 10,00
Стаза: „Franz‘s супервелеслалом“
Старт: 1.425 м, Циљ: 825 м
Висинска разлика: 600 м
Дужина стазе:2.005 м
Стазу поставио: Juergen Kriechbaum  Аустрија, 41 капија
Температура : старт +2,8°С циљ +5,9°С

## Земље учеснице
| - Аустрија (4) - Андора (1) - Аргентина (2) - Белорусија (1) - Бугарска (1) - Чешка (1) - Чиле (1) - Француска (3) - Италија (4) | - Исланд (1) - Канада (4) - Казахстан (1) - Мађарска (2) - Либан (1) - Монако (1) - Немачка (3) - Норвешка (1) - Пољска (1) | - Русија (2) - Сједињене Америчке Државе (4) - Словенија (2) - Србија (2) - Шведска (2) - Шпанија (2) - Швајцарска (4) - Украјина (1) - Уједињено Краљевство (1) |

- У загради се налази број спортиста који се такмиче за ту земљу

## Резултати
| Плас. | ст. бр. | Име                         | Држава                    | Време         | Заостатак     |
| ----- | ------- | --------------------------- | ------------------------- | ------------- | ------------- |
|       | 19      | Андреа Фишбахер             | Аустрија                  | 1:20,14       |               |
|       | 22      | Тина Мазе                   | Словенија                 | 1:20,63       | +0,49         |
|       | 17      | Линдси Вон                  | Сједињене Америчке Државе | 1:20,88       | +0,74         |
| 4     | 30      | Јохана Шнарф                | Италија                   | 1:20,99       | +0,85         |
| 5     | 16      | Елизабет Гергл              | Аустрија                  | 1:21,14       | +1,00         |
| 6     | 20      | Нађа Штигер                 | Швајцарска                | 1:21,25       | +1,11         |
| 7     | 26      | Луција Рекија               | Италија                   | 1:21,43       | +1,29         |
| 8     | 12      | Марија Риш                  | Немачка                   | 1:21,46       | +1,32         |
| 9     | 1       | Џулија Манкусо              | Сједињене Америчке Државе | 1:21,50       | +1,36         |
| 10    | 14      | Ингрид Жакмо                | Француска                 | 1:21,77       | +1,63         |
| 11    | 21      | Анја Персон                 | Шведска                   | 1:21,98       | +1,84         |
| 12    | 13      | Андреа Детлинг              | Швајцарска                | 1:22,03       | +1,89         |
| 13    | 18      | Фабјен Сутер                | Швајцарска                | 1:22,16       | +2,02         |
| 14    | 28      | Елена Фанкини               | Италија                   | 1:22,17       | +2,03         |
| 15    | 6       | Ђина Штехерт                | Немачка                   | 1:22,21       | +2,07         |
| 16    | 15      | Ана Фенингер                | Аустрија                  | 1:22,30       | +2,16         |
| 17    | 25      | Брит Џаник                  | Канада                    | 1:22,89       | +2,75         |
| 18    | 4       | Каролина Руиз Кастиљо       | Шпанија                   | 1:23,05       | +2,91         |
| 18    | 23      | Лиен Смит                   | Сједињене Америчке Државе | 1:23,05       | +2,91         |
| 20    | 2       | Шеми Алкот                  | Уједињено Краљевство      | 1:23,46       | +3,32         |
| 21    | 34      | Мона Лесет                  | Норвешка                  | 1:23,97       | +3,83         |
| 22    | 33      | Орели Ревије                | Француска                 | 1:24,08       | +3,94         |
| 23    | 35      | Агњешка Гонсјењица-Данијел  | Пољска                    | 1:24,31       | +4,17         |
| 24    | 31      | Јелена Простева             | Русија                    | 1:24,43       | +4,29         |
| 25    | 32      | Александра Колети           | Монако                    | 1:24,56       | +4,42         |
| 26    | 8       | Јесика Линдел Викарби       | Шведска                   | 1:24,83       | +4,69         |
| 27    | 36      | Georgia Simmerling          | Канада                    | 1:25.21       | +5.07         |
| 28    | 3       | Викторија Ребензбург        | Немачка                   | 1:25,23       | +5,09         |
| 29    | 38      | Клара Крижова               | Чешка                     | 1:26,46       | +6,32         |
| 30    | 41      | Јелена Лоловић              | Србија                    | 1:26,67       | +6,53         |
| 31    | 47      | Марија Белен Симари Биркнер | Аргентина                 | 1:27,24       | +7,10         |
| 32.   | 42      | Макарена Симари Биркнер     | Аргентина                 | 1:27,48       | +7,34         |
| 33    | 43      | Марија Шканова              | Белорусија                | 1:27,84       | +7,70         |
| 34    | 49      | Анастасија Скрјабина        | Украјина                  | 1:28,60       | +8,46         |
| 35    | 52      | Ноел Бараона                | Чиле                      | 1:28,66       | +8,52         |
| 36    | 50      | Жофиа Деме                  | Мађарска                  | 1:29,09       | +8,95         |
| 37    | 51      | Ширин Нјејм                 | Либан                     | 1:29,59       | +9,45         |
| 38    | 53      | Људмила Федотова            | Казахстан                 | 1:31,43       | +11,29        |
|       | 5       | Nicole Schmidhofer          | Аустрија                  | Није завршила | Није завршила |
|       | 7       | Маруша Ферк                 | Словенија                 | Није завршила | Није завршила |
|       | 9       | Емили Брајдон               | Канада                    | Није завршила | Није завршила |
|       | 10      | Нађа Камер                  | Швајцарска                | Није завршила | Није завршила |
|       | 11      | Мари Маршан-Арвије          | Француска                 | Није завршила | Није завршила |
|       | 24      | Шона Рубенс                 | Канада                    | Није завршила | Није завршила |
|       | 27      | Челси Маршал                | Сједињене Америчке Државе | Није завршила | Није завршила |
|       | 29      | Данијела Меригети           | Италија                   | Није завршила | Није завршила |
|       | 37      | Љајсан Рајанова             | Русија                    | Није завршила | Није завршила |
|       | 39      | Невена Игњатовић            | Србија                    | Није завршила | Није завршила |
|       | 40      | Миреја Гутијерез            | Андора                    | Није завршила | Није завршила |
|       | 44      | Андреа Ђарди                | Шпанија                   | Није завршила | Није завршила |
|       | 45      | Ирис Гудмундсдотир          | Исланд                    | Није завршила | Није завршила |
|       | 46      | Ана Берец                   | Мађарска                  | Није завршила | Није завршила |
|       | 48      | Марија Киркова              | Бугарска                  | Није завршила | Није завршила |